# Point of Ayr
Point of Ayr är en udde i Storbritannien.   Den ligger i kommunen Flintshire och riksdelen Wales, i den centrala delen av landet, 290 km nordväst om huvudstaden London.
Terrängen inåt land är platt österut, men söderut är den kuperad. Havet är nära Point of Ayr åt nordost.  Närmaste större samhälle är Wallasey, 18,6 km öster om Point of Ayr. 